# آنا ماكنزي
آنا ماكنزي (بالإنجليزية: Anna Mackenzie)‏ هي كاتِبة نيوزيلندية، ولدت في 22 أبريل 1963 في بالميرستون نورث في نيوزيلندا.

## وصلات خارجية
- الموقع الرسمي